# Azd (Stamm)
Azd (arabisch أزد, DMG Azd) ist der Name einer Anzahl von arabischen Stämmen, denen ein jemenitischer Ursprung nachgesagt wird. Der Name soll sich auf den gemeinsamen Stammvater Dir' beziehen, der den Beinamen al-Azd hatte. Er wird in der arabischen Genealogie über die Abstammungslinie Dir' ibn al-Ghauth ibn Nabt ibn Mālik ibn Zaid ibn Kahlān ibn Saba' auf Qahtan zurückgeführt. 

## Die Wanderungen der Azd
Nach der arabischen Überlieferung hatte Dir'/al-Azd fünf Söhne: Hinw, Nasr, ʿAbdallāh ʿAmr und Māzin. ʿAmr Muzaiqiyāʾ, ein Nachkomme von Māzin, der zu seiner Zeit die Führung der Azd innehatte, wanderte zusammen mit seinen Angehörigen kurz vor dem Zusammenbruch des Staudamms von Ma'rib aus dem Jemen aus und ließ sich in der Gegend von Mekka nieder.
Nachdem in dem Gebiet eine schwere Fieberkrankheit ausgebrochen war, zogen die meisten Angehörigen ʿAmrs in andere Gebiete der arabischen Halbinsel weiter. Während die eine Gruppe nach Oman zog und eine andere in die Sarāt, das westliche Küstengebirge der arabischen Halbinsel, siedelten sich wiederum andere in al-Anbar und al-Hīra an. Die Banū Ghassān zogen nach Syrien, die Aus und Chazradsch nach Yathrib, allein die Chuzāʿa verblieben in Mekka.
Zwar sind mithin auch die Banū Ghassān, die Aus, Chazradsch und Chuzāʿa Nachkommen von Azd, im engeren Sinne wird der Name aber nur für die Azd ʿUmān und die Azd Sarāt verwendet, die sich wiederum aus verschiedenen Stammesgruppen zusammensetzten.

## Die Azd Sarāt
Die Azd Sarāt lebten sesshaft im Hochland von ʿAsīr und waren für ihre Webkunst bekannt. Zu ihnen gehörten die Daus und Banū Māsicha im Norden, die Zahrān und Chathʿam im Osten und die al-Hadschr ibn al-Hinw im Süden. Ihr wichtigstes Heiligtum war dasjenige von Dhū l-Chalasa in dem zwischen Mekka  und dem Jemen gelegenen Ort Tabāla. Im Jahre 631 nahmen die Azd Sarāt den Islam an. Kleinere Aufstände während der Ridda-Kriege wurden 632 durch ʿUthmān ibn al-ʿĀs, den Gouverneur von Taif, niedergeschlagen. 634 schlossen sich einige Männer von den Azd Sarāt der Expedition an, die Umar ibn al-Chattab in den Irak entsandte. Im Jahre 658 unterstützten die Azd Sarāt, die sich in Basra angesiedelt hatten,  Ziyād ibn Abī Sufyān gegen den arabischen Stamm der Tamīm.

## Die Azd ʿUmān
Die Azd ʿUmān, die sich in Oman aufhielten, sind nach der arabischen Überlieferung unter der Führung eines gewissen Mālik ibn Fahm nach Oman eingewandert, das Land stand zu dieser Zeit unter der Herrschaft eines gewissen Dāra ibn Dāra ibn Bahmān. Nach den arabischen Quellen waren es erst die Azd, die dem Land seinen Namen ʿUmān gaben, und zwar in Erinnerung an eines der Wadis von Marib, in dem sie vorher gewohnt hatten, während der persische Name des Gebietes Mazūn war.
Wie die Azd Sarāt setzten sich die Azd ʿUmān aus mehreren Stämmen zusammen (Yahmad, Huddān, Maʿāwil, al-ʿAtīk u. a.). Sie standen Anfang des 7. Jahrhunderts unter der Herrschaft der Dschulandā-Familie, die den Maʿāwil angehörte. Ihre Position wurde ihnen allerdings gegen Ende der 620er Jahre durch einen gewissen Laqīt ibn Mālik al-ʿĀtiqī aus dem Stamm der ʿAtīq streitig gemacht. Um sich ihm gegenüber durchzusetzen, schlossen zwei Brüder aus der Dschulandā-Familie, Dschaifar und ʿAbd, ein Bündnis mit Mohammed, der als seinen Stellvertreter ʿAmr ibn al-ʿĀs zu ihnen entsandte. Mit seiner Hilfe gelang es den beiden Brüdern, die Herrschaft über die Azd ʿUmān wiederzugewinnen. Nachdem Mohammed verstorben war und die Ridda-Bewegung einsetzte, bekam Laqīt kurzzeitig wieder die Oberhand. Es gelang ihm, die beiden Brüder zu unterwerfen und ʿAmr in die Flucht zu schlagen, doch wurde er noch 632 von dem muslimischen Feldherrn ʿIkrima ibn Abī Dschahl besiegt. Die beiden Brüder aus der Dschulandā-Familie wurden erneut in ihre Rechte eingesetzt, und ihre Nachkommen konnten die Herrschaft über Oman bis zum Ende des 7. Jahrhunderts aufrechterhalten. In der Zeit zwischen 679 und 680 wanderte allerdings die Mehrheit der Azd ʿUmān nach Basra aus.

## Nach der Vereinigung
In Basra vereinten die Azd Sarāt und die Azd ʿUmān in den 680er Jahren ihre Reihen, verbündeten sich mit den Rabīʿa und kämpften gegen die Tamīm. Der Kampf zwischen den beiden Verbänden verbreitete sich auch nach Chorasan, wo die Azd zwischen 697 und 704 unter dem Azditen Yazīd ibn al-Muhallab die führende tribale Gruppe waren. Nach dessen Absetzung durch al-Haddschādsch ibn Yūsuf gingen sie in die Opposition, um umgekehrt 715 die Absetzung von dessen Nachfolger Qutaiba ibn Muslim zu betreiben. Bis zum Beginn der Herrschaft von Yazid II. behielten die Azd die führende Position in Chorasan, danach wurden sie von Gouverneuren aus rivalisierenden Stämmen in den Hintergrund gedrängt.
Die Opposition der Azd gegenüber den Gouverneuren in Chorasan trug erheblich zum Zerfall des Umayyaden-Staates bei. Als der abbasidische Parteigänger Abū Muslim mit seinen Truppen vorrückte, blieben die Azd weiter in Opposition zu den Umayyaden und unterstützten nicht deren Gouverneur Nasr ibn Saiyār. Auch in Basra arbeiteten die Azd mit den Abbasiden zusammen.
Gleichzeitig verbreitete sich bei den Azd in Basra und Oman die ibaditische Lehre. 749 wurde al-Dschulandā ibn Masʿūd, ein Nachkomme aus der früheren azditischen Herrscher-Familie, zum ersten ibaditischen Imam Omans erhoben. Dieser fiel allerdings schon 751 im Kampf gegen den abbasidischen General Chāzim in Chuzaima. 793 errichteten die Ibaditen erneut ein Imamat, indem sie einen Mann aus dem Stamm der Yahmad zum Imam wählten. Dieses azditische Imamat wurde ab Mitte des 9. Jahrhunderts von der Stammesgruppierung der Nizār bekämpft. In die Auseinandersetzungen zwischen den beiden Stämmen griff 893 der abbasidische Kalif al-Mu'tadid bi-'llah ein, indem er einen eigenen Heerführer in die Region schickte. Dieser tötete den Imam im Kampf und bereitete damit dem unabhängigen azditischen Imamat ein Ende.

## Belege
1. ↑  Vgl. die Übersicht bei Wilkinson Ibāḍism. 2010, S. XXI.
2. ↑  Vgl. Al-Balādhurī: Kitāb Futūḥ al-Buldān. Hrsg. von Michael Jan de Goeje. Brill, Leiden 1866, S. 16f; dt. Übers. von Oskar Rescher: El-Beladori's „kitab futuh el buldan“ (Buch der Eroberung der Länder). Leipzig 1917, S. 14. Digitalisat.
3. ↑  Vgl. Ferdinand Wüstenfeld: Geschichte der Stadt Mekka, nach den arabischen Chroniken bearbeitet. Leipzig 1861. S. 14f.
4. ↑  Vgl. Wilkinson 25.